# Gut Steinberg

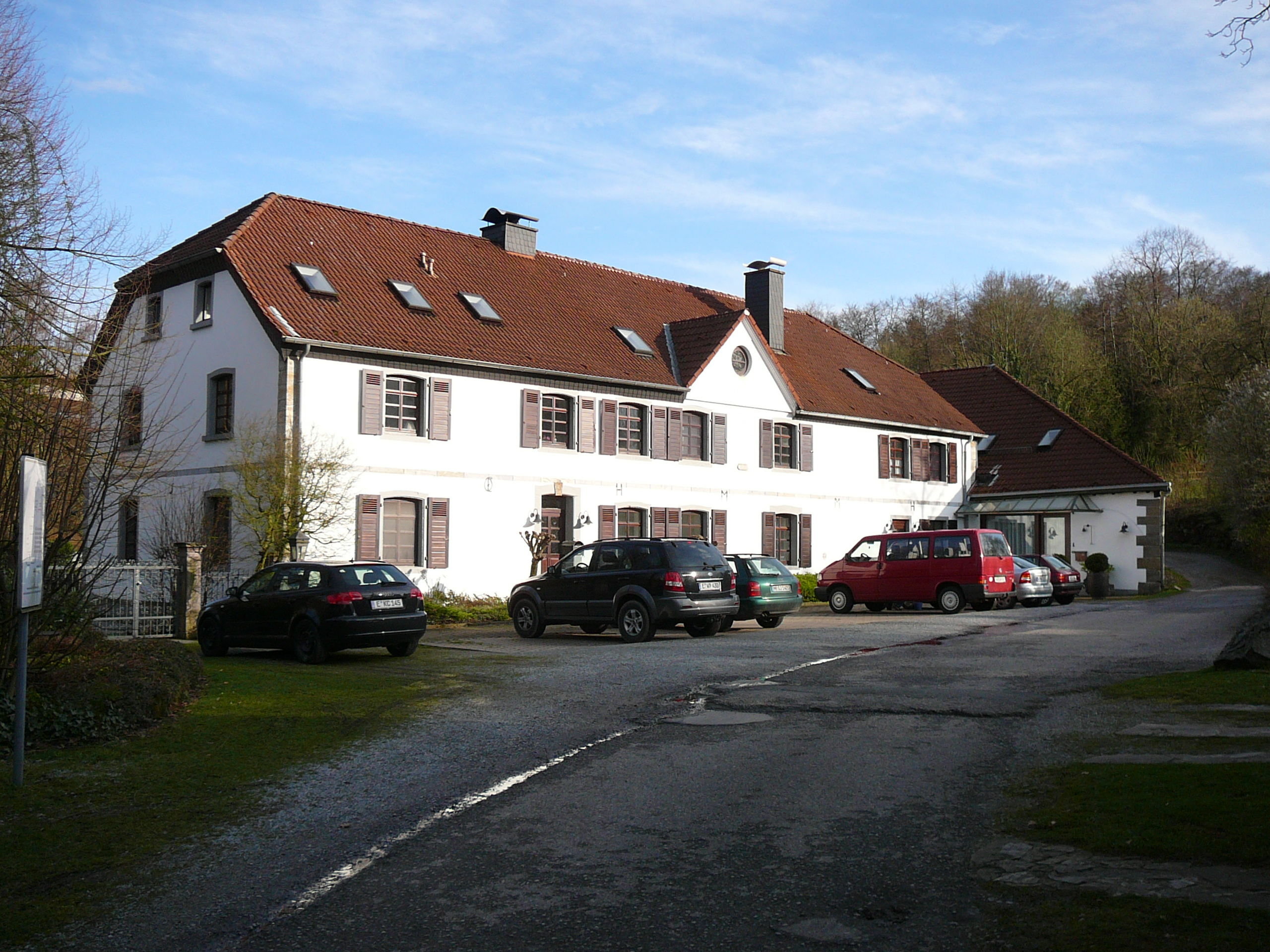
Gut Steinberg, Westfront des Hauptgebäudes

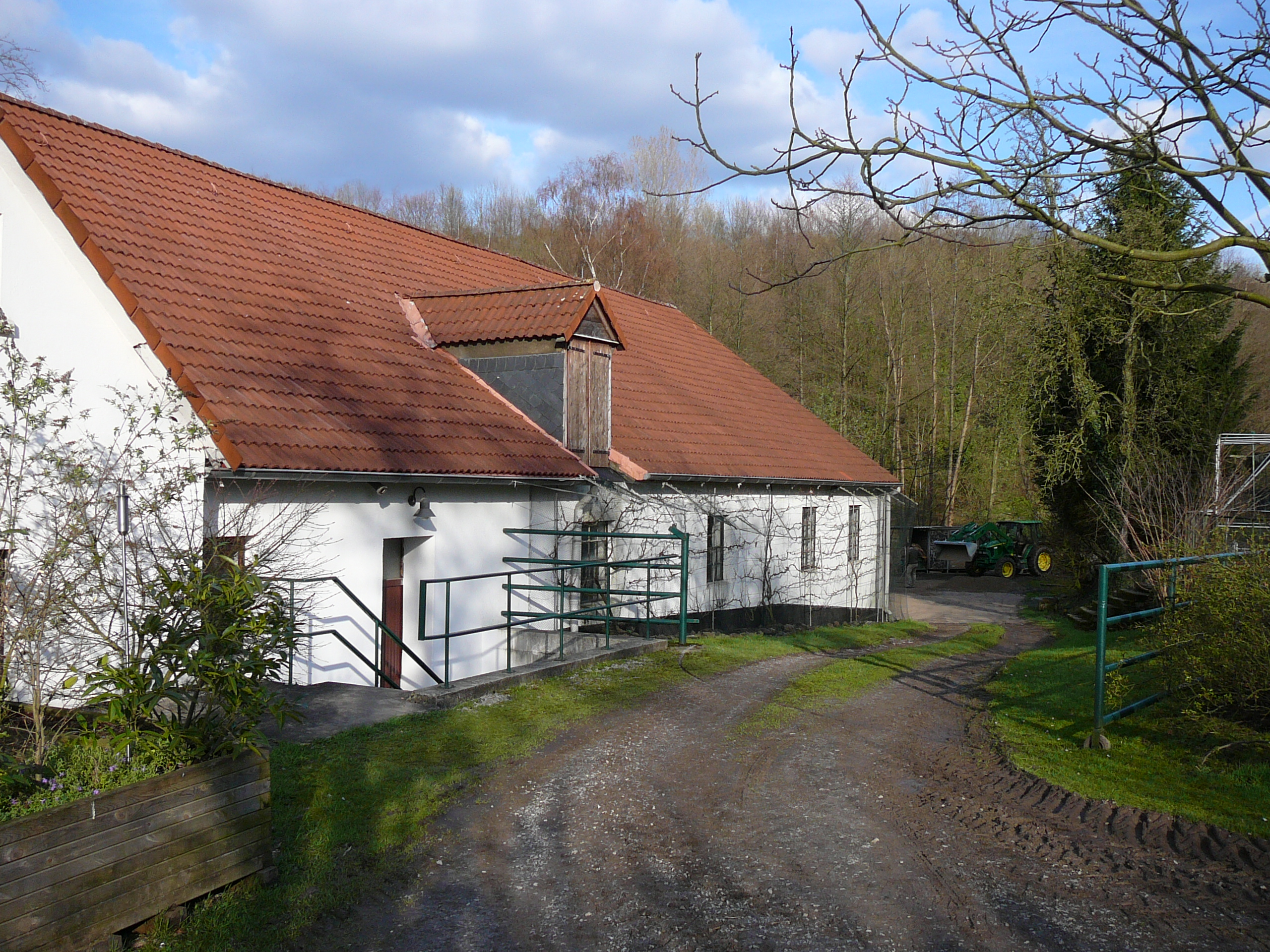
Gut Steinberg, Südfront des Hauptgebäudes

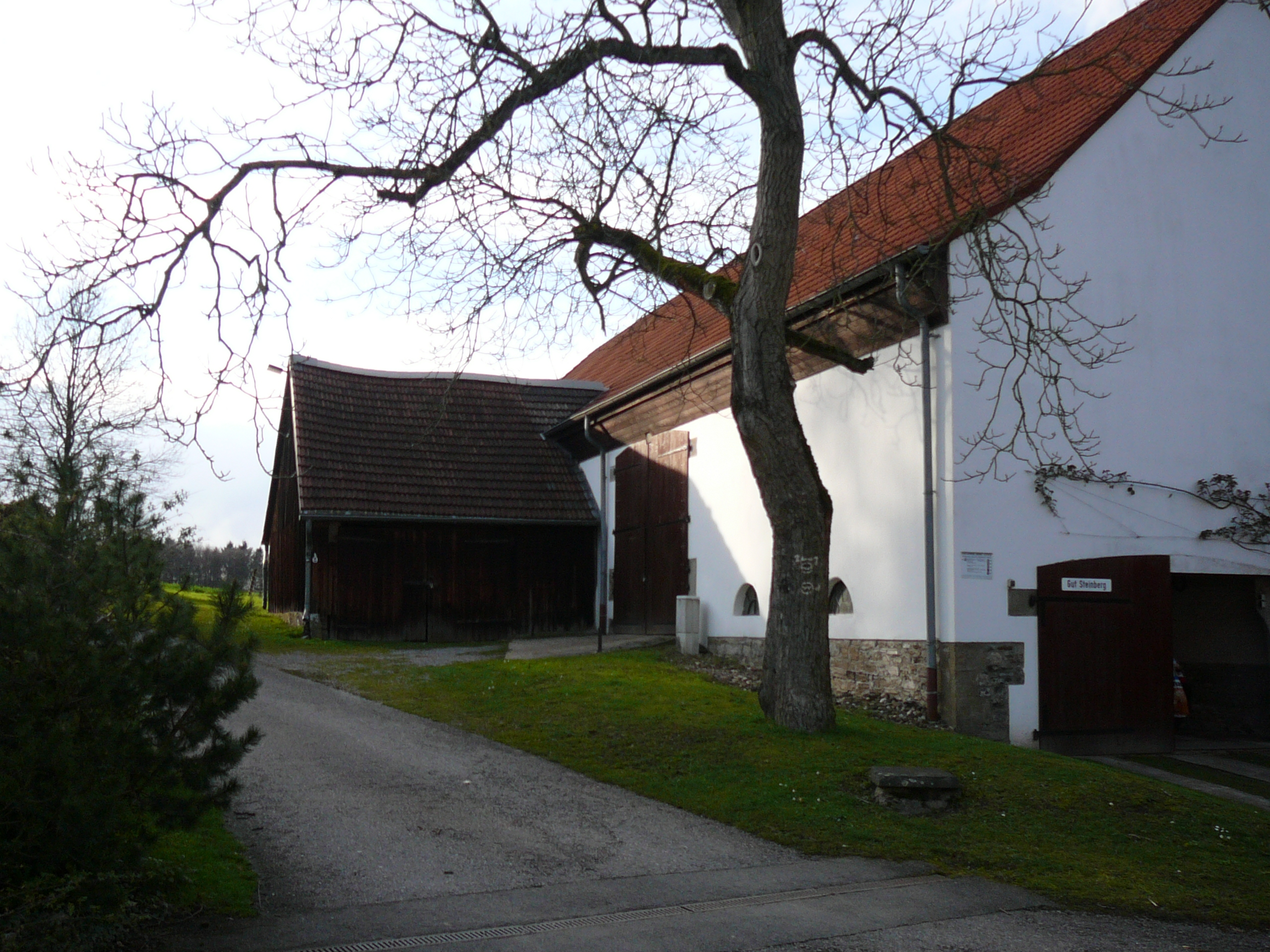
Gut Steinberg, Scheune

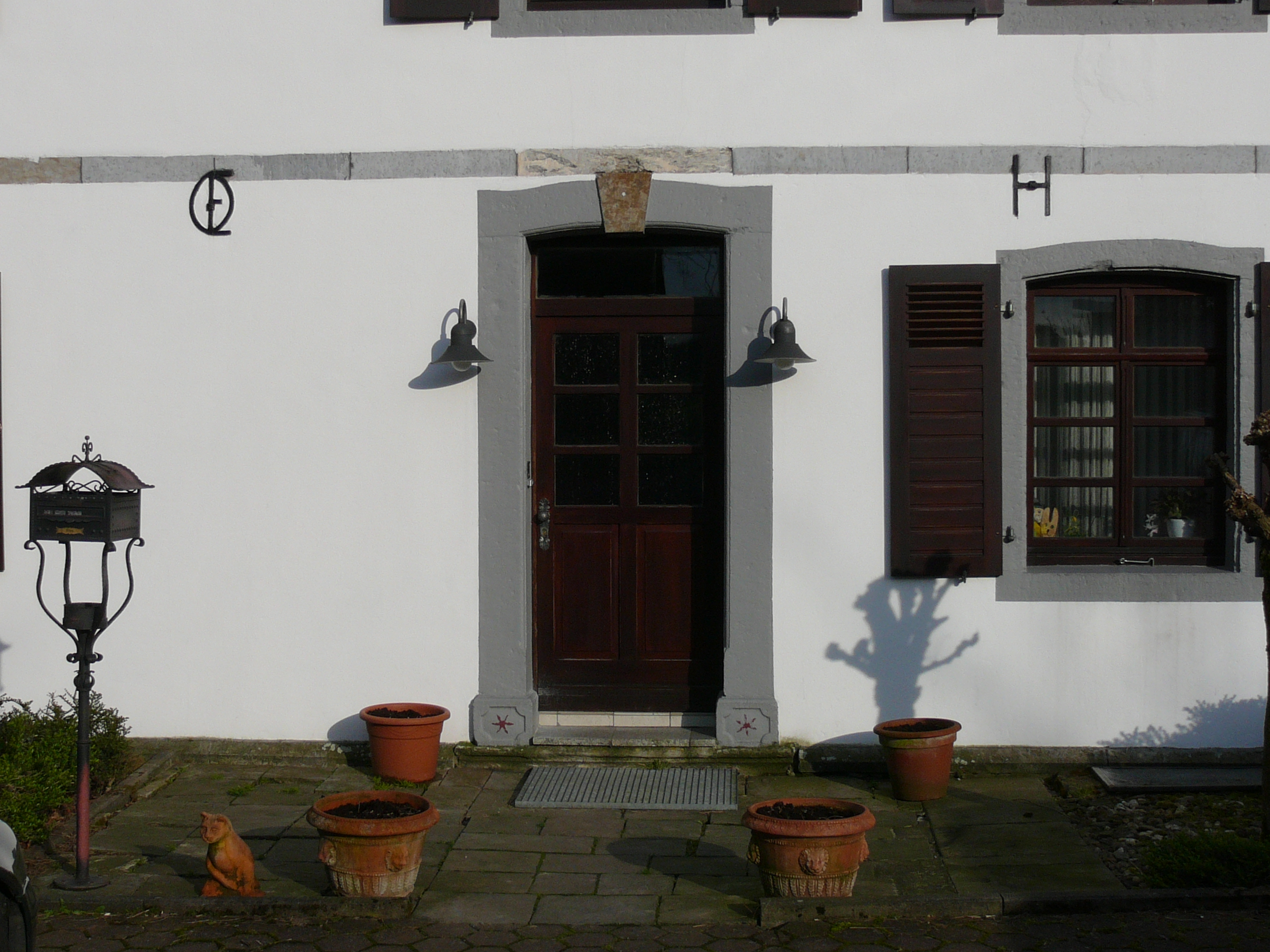
Gut Steinberg, Haupteingang des Hauptgebäudes

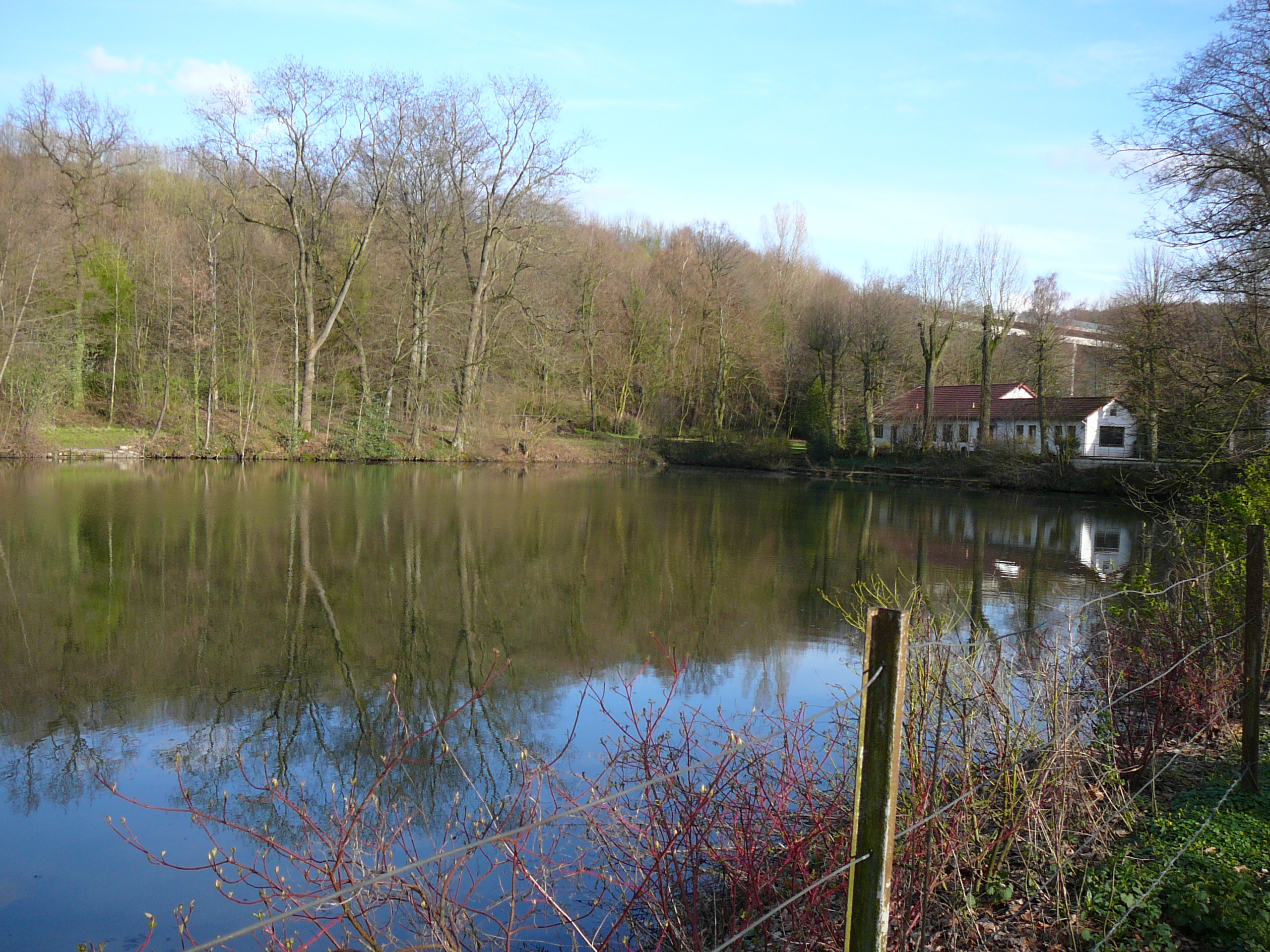
Teich am Gut Steinberg

Das Gut Steinberg (Hausanschrift Steinberg 1) ist ein unter Denkmalschutz stehendes ehemaliges Gutshaus (auch Hofgut) im Wuppertaler Stadtbezirk Uellendahl-Katernberg. Das Gebäudeensemble gehört zu den ältesten massiven Steinbauten im heutigen Stadtgebiet von Wuppertal.

## Beschreibung
Das zweigeschossige Hauptgebäude, in Massivbauweise erstellt, wurde in den Jahren 1784 bis 1785 errichtet. Das Gebäude ist teilweise unterkellert und mit einem Schopfwalmdach versehen. Die Fassaden sind verputzt und mit einem um das gesamte Gebäude umlaufenden schmalen Kalksteinband zwischen Erdgeschoss und erstem Obergeschoss gegliedert. Die Kanten des Gebäudes sind mit Steinquadern erstellt, die ebenfalls aus Kalkstein bestehen. Das Hauptgebäude besteht aus einem fünfachsigen Gebäudeflügel, bei dem seine Schauseite nach Westen ausgerichtet ist. In diesem Flügel mit einem mittigen Dreiecksgiebel, der auch den ehemaligen Wohnbereich darstellt, liegt der Eingangsbereich in der zweiten Achse. Im rechten Winkel dazu liegt der südliche Gebäudeflügel, der nach Westen zweiachsige Bau stellt den ehemaligen Stall- und Wirtschaftsbereich dar. Der Wohngebäudeflügel ist mit erneuerten Schlagläden versehen, bei denen die Fensteröffnungen mit flachen Segmentbögen überfangen sind.
Knapp unter dem Kalksteinband befinden sich auf der westlichen Fassade gleichmäßig verteilt Maueranker, die die Buchstabenfolge: „A OE H M M H“ tragen. Es sind die Initialen des Erbauers Anton Oetelshofen und seiner Frau Maria Margarete Hinüber. Unterhalb des Dreiecksgiebels, mittig auf der Fassade, ist ein Mauerstein eingemauert, der die Inschrift: „WLH: ÜSSELER. 17 85 Maur=Mstr.“ trägt. Über der Türöffnung ist ein Schlussstein eingearbeitet, der noch einmal die Initialen des Erbauers und das Baudatum angibt. Auf der östlichen Seite dieses Gebäudeflügels befindet sich ebenfalls ein mittig angelegter Dreiecksgiebel. Auf dieser Seite befinden sich drei Türöffnungen und vier Fensteröffnungen im Erdgeschoss. Die Maueranker auf dieser Seite zeigen ein weiteres Mal das Baudatum, erhalten sind nur die rechten drei Maueranker mit „8 5“. Der nördliche Gebäudeabschluss weist zwei Achsen mit Fensteröffnungen in beiden Etagen auf. Im Dachgeschoss befinden sich zwei kleinere Fensteröffnungen.
Der südliche Gebäudeflügel des Hauptgebäudes, das Stall- und Wirtschaftsgebäude, wurde später erstellt. Es hatte ursprünglich keinen Eingang zur Westseite, sondern nur quadratische Fensteröffnungen mit Sprossenfenstern. Auch im südöstlichen Bereich wurden im Laufe der Zeit weitere Veränderungen vorgenommen.
Gegenüber dem Hauptgebäude befindet sich die in Massivbauweise 1828 errichtete Scheune, sie besitzt ein Krüppelwalmdach. Auf der südlichen Seite befindet sich ein kleinerer Anbau mit Satteldach. Zu beiden Seiten des Anbaus, der zu allen Seiten verbrettert ist, liegt je ein zweiflügeliges Tor. Das aus Ziegelmauerwerk erstellte Gebäude hat zwei Toröffnungen an der östlichen Giebelwand, eins der Tore wird heute für eine Garage benutzt. Auf der nördlichen Traufseite befinden sich ebenfalls zwei Toröffnungen. Die westliche Giebelwand hatte keine erhaltenen Öffnungen.

## Geschichte
Gut Steinberg liegt an der Wasserscheide zwischen Wupper und Düssel, auf der sich die Altstraße, die auf den Karten Kohlenweg genannt wurde, befand.
Der Hof ist nach den Urkunden einer der ältesten Höfe, die sich heute auf dem Gebiet Wuppertals befinden. Nur die Höfe Katernberg und Einern haben eine ähnlich lange Tradition. Der Raum, in dem sich Gut Steinberg befindet, gehörte 1350 zum Abtei Werden, das schon 1150 hier Land besaß. Verwaltet wurde Steinberg vom Oberhof Kalkofen,
Später gehörte der Hof zum Kirchspiel Sonnborn, das zum Amt Solingen zählt.
Der letzte Träger des Namens „Steinberg“, Anton Steinberg, starb kinderlos, seine Witwe Clara Steinberg heiratete 1743 in zweiter Ehe Wilhelm Oetelshofen. 1788 verkaufte er das Gut an seinen Sohn Anton, der mit Maria Margarete Hinüber verheiratet war. Beide errichteten das noch heute bestehende Haus 1790 aus Steinen aus einem nahegelegenen kleineren Steinbruch. Hermann Oetelshofen, ein Nachfahr Antons, gründete den Kalksteinabbau, der heute unter dem Steinbruch Oetelshofen bekannt ist.
Die ebenfalls unter Denkmalschutz stehende Scheune wurde 1828 errichtet.
In dem kleinen Steinbruch, der rund 200 Meter vom Gut entfernt ist, wurden 1857 wichtige Entdeckungen gemacht. Man fand eine Vielzahl von Fossilien aus dem Unteren Karbon, die Schichtfolge wurde in der wissenschaftlichen Literatur mit den Fundort „Aprath“ bzw. „Aprathium“ beschrieben. Man fand unter anderem Trilobiten, wovon einer nun nach dem Fundort den Namen „Archegonus (Phillibole) aprathensis“ trägt.
Um die Jahrhundertwende bis in die 1970er war das Gut Steinberg ein bekanntes Ausflugsziel, der Teich wurde im Sommer als Gondelteich und im Winter zum Schlittschuhlaufen genutzt. Ruderbote werden heute nicht vermietet, das Gut liegt dennoch am Wanderweg Eulenkopfweg.
Am 28. November 1994 wurde das ursprüngliche Gutshaus unter Baudenkmalschutz gestellt.